# Campagnemedaille
Een campagnemedaille is een onderscheiding die wordt uitgereikt aan alle militairen die aan een bepaalde campagne, een veldtocht, en belegering, het verdedigen van een stad, een veldslag of een expeditie hebben deelgenomen.
In de 18e eeuw waren onderscheidingen het exclusieve domein van officieren. Zij droegen hun ridderorden en de soldaten en onderofficieren mochten niet op een dergelijk zichtbaar teken van appreciatie rekenen. Het was ook niet gebruikelijk om veldtochten, belegeringen, veldslagen en oorlogen met een medaille te herdenken. Voor de zegevierende veldheer of vlootvoogd werden soms erepenningen of "beloningspenningen" geslagen. Michiel Adriaanszoon De Ruyter droeg er verscheidene, in goud aan gouden ketens. In 1800 droeg ook Nelson er drie, speciaal voor hem geslagen, aan linten om de hals.
In Republiek der Nederlanden kregen de officieren en onderofficieren na de Slag bij de Doggersbank (1781) een medaille, de Doggersbank-medaille. In de Bataafse Republiek werd het voorbeeld niet nagevolgd. Lodewijk Napoleon Bonaparte stichtte voor officieren de Orde van de Unie maar voor veteranen van de vele gevechten die het leger en de marine in het spoor van Napoleon moesten voeren was er wel een Medaille voor Dapperheid maar verder niets.
De napoleontische oorlogen brachten een verandering. Nu werden er in het geallieerde kamp een aantal medailles geslagen.
Het Verenigd Koninkrijk stelde een Waterloo-medaille in. De eerste in een lange reeks. De Britten hebben sinds 1800 vrijwel voortdurend ergens in de wereld een oorlog gevoerd of een opstand neergeslagen en dat wordt in tientallen medailles en gespen op het lint voor alle veteranen, herdacht.
De Duitse staten hebben in 1813, 1814 en 1815 ijzeren en zilveren medailles voor de overwinnaars in de bevrijdingsoorlog en de Slagen bij Quattre Bras en Waterloo laten slaan. Nederland heeft pas in 1865 een Waterloo-kruis ingesteld. Toen was het merendeel van de dappere Nederlandse soldaten van 1815 al lang dood.
In Nederlands-Indië werden voor de Java-oorlog en een aantal daaropvolgende conflicten medailles zoals de Medaille van den Oorlog op Java 1825-1830 gesticht. Het heeft niet de omvang en systematiek van het Britse decoratiestelsel gekregen. In Nederland koos men voor - goedkope- gespen op het al even goedkope, Berlijns zilveren Ereteken voor Belangrijke Krijgsbedrijven. "Inlandse" soldaten kregen tot ver in de 19e eeuw niets.

## Turkije
Voor een aantal veldtochten, neergeslagen opstanden en sommige incidenten werden door de Sultan, naar Brits voorbeeld, Campagnemedaille geslagen. De medailles werden aan de veteranen van de gevechten uitgereikt en aan een lint op de borst gedragen. De medailles geven een vertekend beeld van de geschiedenis want de talloze mislukkingen werden niet met medailles herdacht. Zo werden er voor de Balkanoorlogen van 1912 en 1913, althans voor de infanteristen, geen medailles geslagen. De bemanning van de kruiser Hamidiye, zij bracht Griekse oorlogsschepen tot zinken, was achteraf gezien de enige eenheid die een overwinning had geboekt en daarom een medaille waardig werd geacht.
Zie ook: Turkse campagnemedailles

## Verenigd Koninkrijk
Dit land heeft tientallen campagnemedailles verleend voor haar talloze koloniale oorlogen en oorlogen. In de Tweede Wereldoorlog koos men voor sterren zoals de Frankrijk en Duitsland Ster.